# Proceso Revolucionario en Curso

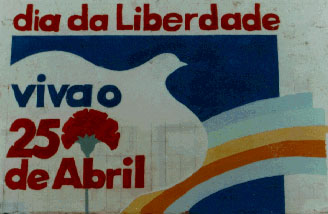
Mural conmemorativo de la revolución de los claveles. Colección de António Paixão Esteves en el Centro de Documentación 25 de Abril.

El Proceso Revolucionario en Curso (en portugués: Processo Revolucionário em Curso) es un período de 19 meses de la historia de Portugal comprendido entre la Revolución de los Claveles del 25 de abril de 1974 y el golpe de Estado del 25 de noviembre de 1975. Se corresponde con la fase más agitada del período que la ciencia política denomina como transición portuguesa a la democracia.

## El nombre PREC
La designación de Proceso Revolucionario en Curso (PREC) fue usada por los militares del Movimiento de las Fuerzas Armadas a partir de la primavera de 1975, dando cuenta de la falta de definición del rumbo de los acontecimientos. En ocasiones se ha considerado que la denominación de PREC era despectiva, y la usaba la derecha que considera que aquella fue una época de desorden, negativa para Portugal. Sin embargo, ha ido ganando un uso corriente incluso entre los que recuerdan aquella época con nostalgia.

## Hitos de la política durante el PREC
- Se negoció la independencia las colonias portuguesas en África y Asia (Angola, Mozambique, Guinea-Bissau, Sao Tomé e Príncipe, Cabo Verde y Timor Oriental).
- Se celebraron las primeras elecciones democráticas por sufragio universal masculino y femenino de la historia de Portugal, el 25 de abril de 1975, justo un año después del estallido revolucionario. Hubo una participación extraordinaria del 91%.
- Se discutieron y aprobaron los principales puntos de la Constitución portuguesa de 1976.
- Se formó el sistema de partidos que configura el actual sistema político portugués.

## El proceso revolucionario
Durante el PREC se sucedieron seis gobiernos provisionales y hubo varios intentos de golpe militar para paralizar el proceso: las intentonas del 28 de septiembre de 1974 y el 11 de marzo de 1975, episodios sofocados tras los cuales se aceleró la racionalización de la situación política. 

### La movilización popular
Una de las características más significativas del PREC fue la participación popular, En todos los ámbitos sociales, escuelas, barrios, empresas, etcétera se reunían asambleas y se elegían comisiones para tratar de los problemas sociales y políticos, Una de las reivindicaciones más frecuentes era la depuración de los funcionarios que habían colaborado con la policía política de la dictadura.
Fue una época con centenares de manifestaciones multitudinarias y reivindicaciones de todo tipo. Hubo un movimiento vecinal muy fuerte, sobre todo en los barrios de chabolas de las cinturas industriales de Lisboa, Setúbal y Oporto, donde se hacinaba la clase obrera recientemente emigrada del campo. Se organizaban comisiones y ocupaban viviendas vacías, más de 10 000 al final del proceso. 
También hubo un importante movimiento a favor de la reforma agraria, con ocupaciones de tierras en la zona latifundista del Alentejo, en el sur del país.
Los sucesivos gobiernos tenían dificultades para tratar con estas movilizaciones, que después de los años de dictadura se expresaban por primera vez en libertad y parecían encarnar la voluntad del pueblo. 
Inicialmente las movilizaciones parecían unitarias y antifascistas, contra las autoridades locales de la dictadura y los colaboradores de la Policía. Después primaron las reivindicaciones del movimiento obrero y del vecinal. A partir de las elecciones de 1975 comenzó a haber manifestaciones de signo contrario. A favor y contra la reforma agraria, contra los excesos de la revolución, a favor de los derechos de la Iglesia Católica, de un gobierno fuerte o por los derechos de los colonos portugueses obligados a abandonar sus casas en las respectivas colonias.

### El turno del general Spínola
El general António de Spínola presidió la primera Junta de Salvación Nacional que se formó tras el golpe y asumió la presidencia de la República. En mayo de 1974 se estableció un primer gobierno provisional, formado por civiles y presidido por Palma Carlos. En el gobierno participaban los partidos salidos de la clandestinidad, el Partido Socialista de Mário Soares y el Partido Comunista Portugués (PCP) de Álvaro Cunhal. También entraba en el recientemente formado Partido Socialdemócrata (PSD) de Francisco de Sá Carneiro.
Sin embargo, los planes del general Spínola de aprobar rápidamente una Constitución presidencialista y buscar una fórmula de transición negociada en las colonias que evitase entregar el poder a las guerrillas africanas le enfrentaron con el Movimiento de las Fuerzas Armadas y con los partidos de la izquierda. El general Spínola consideraba que si el ejército portugués mantenía el control del terreno en las colonias, podría organizar unas elecciones libres allí, garantizar los derechos de los colonos y eventualmente formar una federación de naciones lusófonas. Sin embargo, después de la revolución, las unidades militares en las colonias estaban indisciplinadas y exigían regresar a Portugal, por lo que esa posibilidad era de muy difícil realización.
En julio de 1973, se constituye el segundo gobierno provisional presidido por Vasco Gonçalves, un hombre del MFA y cercano al PCP, con elementos del Partido Comunista, del Partido Socialista y del PSD. En este segundo gobierno entran a formar parte miembros del MFA como Meló Antunes. También se constituye el COPCON con Otelo Saraiva de Carvalho como mayor exponente. 
Para el 28 de septiembre de 1974 los partidarios de Spínola y su solución federalista para las colonias organizaron una manifestación en Lisboa. Los partidos de izquierda y sus sindicatos afines, recién legalizados, consideraron que esa manifestación plebiscitaria encubría un golpe de Estado de Spínola para reforzar su poder y frenar la movilización popular. Los sindicatos y las comisiones de barrio salieron a la calle, montaron barricadas y abortaron la manifestación. 
Las tropas leales al MFA, principalmente las del COPCON que debían mantener el orden público, se pusieron del lado de las barricadas y demostraron que las unidades más operativas del ejército no apoyaban a Spínola. El general tuvo que dimitir y el MFA nombró al general Francisco Costa Gomes como presidente de la República y asumió más protagonismo en el tercer gobierno provisional nuevamente presidido por Vasco Gonçalves; aun así Spínola apeló a lo que denominaba la "mayoría silenciosa" de portugueses que presuntamente no deseaban ver el gobierno dominado por la izquierda.

### El MFA se hace con el poder
Después de las movilizaciones del 28 de septiembre de 1974 el general Spínola fue obligado a renunciar a la presencia de la República, que fue entregada al general Costa Gomes.
En marzo de 1975, tras un intento de golpe de Estado apoyado por Spínola, el Movimiento de las Fuerzas Armadas anunció que se había iniciado la transición al socialismo. 
Se suprimió la Junta de Salvación Nacional por un Consejo Revolucionario con Costa Gomes como Presidente y los principales mandos militares del ejército, junto al jefe del COPCON y varios oficiales del MFA. Igualmente se nombró el cuarto gobierno provisional otra vez liderado por el Brigadier Vasco Gonçalves.
Fue nacionalizada toda la banca, y la mayor parte de la gran industria, con lo cual el Estado portugués llegó a tener bajo control directo o indirecto hasta el 70% del PIB del país. También se inició la reforma agraria con la ocupación de tierras por parte de campesinos pobres en los grandes latifundios del sur del país, contando para ello con el auspicio del gobierno. Derrocado Spínola, se convocaron elecciones legislativas para la Asamblea Constituyente, programadas para celebrarse en abril de 1975.

### Las elecciones cambian el escenario
Sin embargo, las elecciones constituyentes de abril de 1975 dieron la victoria a los socialistas, que lucharon por quitar el control del poder a los militares revolucionarios y otorgárselo a la legitimidad electoral. El PS resultó el más beneficiado con los resultados pues obtuvo el 38% de los votos, el centro-derechista Partido Popular Democrático (PPD) obtuvo el 26.4% de votos, mientras el PCP consiguió el 13% de sufragios, y un grupo derechista llamado Partido de Centro Democrático y Social (CDS) ganó el 8% de votos. 
Las elecciones también mostraron que Portugal era un país políticamente dividido entre el sur y el norte. Las provincias sureñas del Alentejo y el Algarve, mayormente rurales y latifundistas, votaban por los comunistas, igual que hacía buena parte del Portugal industrializado concentrado en la periferia de Lisboa. En cambio, las zonas de pequeña propiedad agraria al norte del Tajo (como las provincias de Braga, Coímbra, Aveiro), de pequeña extensión pero densamente pobladas, tendían a un voto más conservador. No obstante, desde mediados de la década de 1960 Portugal venía experimentado un aumento de la población urbana y la mayor parte de los habitantes de las grandes ciudades (Lisboa y Oporto), votaban por los socialistas, de esta forma el partido de Mário Soares se convertía también en la primera fuerza electoral del país.

### El verano caliente de 1975
En el verano de 1975 el PS y el PSD salieron del cuarto gobierno provisional, dirigido por el militar Vasco Gonçalves, al que acusaban de no respetar la democracia y querer imponer un régimen socialista (debido a su cercanía al PCP) aun cuando los resultados electorales de abril de ese año mostraban que sólo una minoría apoyaba las teorías revolucionarias de Gonçalves. Se formó entonces el quinto gobierno provisional.
El Movimiento de las Fuerzas Armadas se dividió abiertamente en tres facciones. 
- Una apoyaba a Vasco Gonçalves y era próxima al PCP. Creía que con el apoyo del ejército y del movimiento obrero y campesino del sur de Portugal tenía una base social suficiente para avanzar con las transformaciones sociales del país. Consideraba que si las masas populares, sobre todo en el norte rural del país, habían votado por partidos derechistas o moderados, era porque no conocían sus verdaderos intereses. La transformación social en curso y el trabajo de propaganda les haría apoyar la revolución izquierdista en el futuro.
- Otra defendía la democracia pluralista y estaba próxima al Partido Socialista. Defendía las conquistas sociales de la revolución, pero quería ser escrupuloso con el respeto por los procedimientos democráticos formales como forma de expresar la voluntad popular. Se llamaban a sí mismos los puros del MFA, y entre ellos destacaban Vasco Lourenço y Melo Antunes, exigiendo que los resultados electorales de abril de 1975 sean tomados en cuenta por el régimen.
- Una tercera defendía el poder popular, era fuerte en el COPCON (grupo de élite de las fuerzas armadas bajo influencia de partidos de extrema izquierda) y estaba influida por varios partidos de extrema izquierda como el MES y el PRP. Creía que había que favorecer la autonomía de los movimientos populares, obreros y vecinales, y defender la revolución evitando una institucionalización de las fuerzas armadas. A partir del verano de 1975, Otelo Saraiva de Carvalho fue el portavoz militar de esta corriente.

Al tiempo, mientras en el sur (provincias de Alentejo y Algarve) se acelera la reforma agraria con las ocupaciones de tierras y la legislación que las ampara, en el norte de Portugal (provincias de Beira y Minho) se inicia un movimiento anticomunista. Por una parte, hay grupos organizados por el autodenominado Ejército de Liberación de Portugal que comienzan a cometer atentados y acciones de provocación. Por otra hay una movilización de masas en manifestaciones contra el gobierno de Vasco Gonçalves y a favor de la Iglesia Católica. Muchas de estas manifestaciones acaban con ataques violentos a las sedes del Partido Comunista Portugués y más de 80 son destruidas, casi todas ellas en el Portugal al norte del Tajo. El gobierno empieza a ver desafiada su autoridad en el norte del país.

### ¿Hacia la guerra civil?
La situación del verano de 1975, con la severa movilización anticomunista del norte y el Partido Socialista sacando a multitudes a la calle en Lisboa y Oporto para protestar contra al gobierno de Vasco Gonçalves hicieron claro que éste no podría gobernar pacíficamente. En una nueva asamblea del MFA los moderados ganaron las votaciones y forzaron la dimisión de Vasco Gonçalves. Se formó el VI gobierno provisional, presidido por el almirante Pinheiro de Azevedo, en el que entraron con fuerza el Partido Socialista y el Partido Social Demócrata, los ganadores de las elecciones de abril.
Este freno al proceso revolucionario llevó la movilización de los sindicatos y los soldados que habían apoyado a Vasco Gonçalves, que se aliaron también con la extrema izquierda y los sectores militares y civiles del Poder Popular. Mientras tanto, desde abril de 1974 cerca de 300,000 civiles portugueses que vivían en las excolonias africanas (Angola, Mozambique, Guinea-Bisáu), debieron dirigirse a Portugal dejando atrás propiedades y empleos, causando mayor presión económica sobre el país que no estaba preparado para recibir a tantas personas. 
Estas carencias y las circunstancias de su llegada hicieron que estos colonos (los retornados) se opusieran al MFA al cual culpaban de sus penurias por no dirigir una descolonización ordenada y por ello engrosaban las filas de militantes derechistas, acusando a los partidos de izquierda de haberlos "abandonado a su suerte". Gran cantidad de retornados habían sido instalados por el gobierno en las Islas Azores y en la isla de Madeira, generando un fuerte movimiento de rechazo al nuevo régimen en esas regiones. Hasta 1979 cerca de medio millón de civiles portugueses, de todas las edades, habían llegado desde las colonias.
Durante el otoño de 1975 las movilizaciones hacían que el país fuese casi ingobernable. El primer ministro fue secuestrado dos veces por multitudes reivindicativas. Y la propia Asamblea Constituyente estuvo más de 24 horas secuestrada por una manifestación del sindicato comunista de obreros de construcción, que no dejaba salir a los diputados y sólo dio alimentos para los del PCP.
Había a lo largo de septiembre, octubre y noviembre de 1975 numerosas manifestaciones a favor de la revolución, la reforma agraria y el socialismo, sobre todo en Lisboa y las provincias del sur. Y también enormes manifestaciones para dar fuerza al gobierno, auspiciadas por la extrema izquierda y el PCP en Lisboa y la región meridional de Alentejo. Al norte de Tajo, y en la ciudad de Oporto, la oposición derechista de pequeños propietarios era apoyada por exmiembros del PIDE y antiguos funcionarios salazaristas, mientras los miles de retornados -resentidos con los líderes de izquierda por "abandonarlos en la descolonización"- inclinaban las Azores y Madeira cada vez más a la derecha. Se hablaba de qué militares apoyaban unas u otras opciones y había rumores constantes de golpes de estado. 
Los oficiales próximos al PRP proclamaban su compromiso revolucionario en un manifiesto a favor de los partidos de extrema izquierda, mientras del otro lado las asociaciones derechistas de pequeños y medios agricultores montaban barricadas en las carreteras hacia el norte para aislar el suministro de alimentos de lo que llamaban "la comuna de Lisboa". El país parecía al borde de una guerra civil pero ninguno de los actores políticos demostraba estar dispuesto a iniciarla, prefiriendo la presión al debilitado gobierno de Pinheiro de Azevedo, sostenido por socialistas y socialdemócratas.

### El 25 de noviembre y la normalización institucional
Ante las dificultades para hacerse obedecer y el riesgo de una revuelta armada de la derecha radical (sobre todo en las provincias del norte) o de la izquierda revolucionaria, el gobierno de Pinheiro de Azevedo decidió declararse en "huelga" a mediados de noviembre de 1975 y pidió directamente a las Fuerzas Armadas que "restableciesen las condiciones para un gobierno efectivo". Varios jefes de las Fuerzas Armadas habían formado un "Consejo de Nueve" para mantener la disciplina militar y evitar la influencia de los partidos políticos entre las tropas, medida que afectaba principalmente al PCP. 
Este "restablecimiento de condiciones" sucedió unos días después, el 25 de noviembre de 1975, cuando aprovechando una movilización sindical de izquierda radical se realizó un complejo golpe militar en el que vencieron los sectores moderados del Ejército con apoyo de socialistas y socialdemócratas, desarmando al COPCON que apoyaba al Partido Comunista Portugués pero cuyos jefes estaban más ocupados en coordinar apoyos políticos que en mantenerse al frente de sus hombres, y restableciendo la autoridad del régimen sobre oficiales y tropa. El PCP carecía de un plan concreto para tomar el poder venciendo a los socialdemócratas (teniendo además la amenaza de provocar con ello una grave revuelta derechista al norte del Tajo), y su poder político se hallaba bastante disminuido tras las elecciones de abril, por lo cual sus jefes rehusaron intervenir para resistirse al gobierno.
A partir de ese golpe emergió en el MFA la figura de Ramalho Eanes, militar del sector moderado que lideró las operaciones del 25 de noviembre. Ramalho Eanes fue nombrado por los socialistas como Jefe de Estado Mayor del Ejército Portugués. Se desarmó a los militares revolucionarios y fueron licenciados de los cuarteles los soldados que no guardasen la disciplina hacia el gobierno civil, cualquiera que fuese su ideología, reteniendo activas sólo las tropas obedientes al gobierno, que se encargaron de mantener el orden público sin contemplaciones.
En esa situación más tranquila se aprobó la Constitución de 1976, se eligieron democráticamente un nuevo Congreso, un presidente de la República (ganó Ramalho Eanes) y nuevas autoridades municipales. Se consolidaba un régimen democrático y se iniciaba la vida del Portugal constitucional.

### La herencia del PREC
Del proceso revolucionario surgió la Tercera República Portuguesa, con una constitución que contemplaba todas las garantías formales de una democracia moderna. Además, proclamaba la transición al socialismo y reconocía la fuerza de los movimientos vecinales durante el PREC mediante la incorporación de instituciones de democracia directa en los barrios. También hacía irreversibles las llamadas "conquistas de la revolución", como la nacionalización de sectores estratégicos y de la banca, o la reforma agraria. Un Consejo de la Revolución formado por militares del MFA actuaría como garante del cumplimiento de la constitución durante los primeros años.
Sin embargo, una vez que empezó a funcionar el régimen democrático, los electores dieron el poder a partidos que renegaban del contenido socializante de la Constitución, tal como sucedió en las elecciones de los años posteriores donde triunfaron mayoritariamente los socialistas moderados a costa de los comunistas, y en las cuales la derecha conservó su amplia masa de votantes en el norte del país, que no le permitía formar gobierno pero sí actuar como segunda fuerza política del país, desplazando al PCP.
Los nuevos líderes políticos de la década de 1980 obtuvieron suficiente poder para paralizar la reforma agraria y luego revisaron la constitución de 1976 para poder iniciar la reprivatización del sector público de la economía. Las instituciones de democracia directa cayeron en el desinterés y nunca fueron organizadas efectivamente, por lo cual esa parte de la constitución sigue vigente pero como letra muerta.